# Hail of Bullets
A Hail of Bullets zenekar egy old-school death metalt játszó zenekar Hollandiából. A tagjai között a holland death metal színtér illusztris alakjait lelhetjük föl.

## Előzmények, megalakulás
A Holland death metal színtér nagy múltra tekinthet vissza, hisz olyan zenekarok jöttek itt létre, mint a Pestilence, Asphyx, Gorefest vagy a Thanatos. A Hail of Bullets az előbb felsorolt zenekarok egyes tagjai hozták életre.
Az ötlet a magyar származású Stephan Gebéditől és Ed Warby-tól származik, akik régóta tervezgettek egy közös zenekart, azonban a fő zenekaraik mellett nehéz volt a tervet megvalósítani. Pár éve, amikor Stephan Gebédi a Thanatos-al együtt koncertezett a Dead by Dawn-al, melyben Martin van Drunen énekelt, megemlítette neki is egy közös zenekar alapítását Pestilence-, Gorefest- és Thanatos-tagokkal. Az ötletet mindenki támogatta és egy baráti összejövetelen a zenekar gondolata konkretizálódott is. A zenekar hivatalos székhelye a  hollandiai Amersfoort, (Utrecht Province).
A 2006-os megbeszélésen a következő zenekar alapítói vettek részt:
- Martin van Drunen (Pestilence, Asphyx, énekes)
- Ed Warby (Gorefest, dobos)
- Theo van Eekelen (ex-Thanatos, basszusgitár)
- Paul Baayens (Thanatos, gitáros)
- Stephan Gebédi (Thanatos, gitáros)

A cél egy olyan old-school death metal zenekar alapítása volt, mint az Autopsy, Bolt Thrower, Massacre, Celtic Frost vagy a Death.
A Hail of Bullets elnevezést több lehetőség fontolgatása után vetették fel, de már sok név foglalt volt.

## Az első album
A névválasztást követően pár hónapra már annyi dal gyűlt össze, hogy fontolóra vették a debütáló album kiadását. 2007 júliusában egy 4 dalos promocionális anyagot rögzítettek. A dobok és az ének a Unisound Studiosban került rögzítésre. A dalokat a híres death metal zenész, hangmérnök Dan Swanö keverte.
A 4 dalos promó CD-t csupán 7 kiadónak küldték szét. Végül a Metal Blade Records ajánlatát fogadták el. 2008-ban jelent meg az első albumuk, melynek címe ...Of Frost And War lett. Az albumot koncertek sorozata követte, többek között olyan fesztiválokon is felléptek, mint a Party.San, Summer Breeze és a Waldrock.

## Zenekarok
A következő zenekarokban zenéltek(nek) a Hail of Bullets tagjai:
- Pestilence
- Bunkur
- Submission
- Bolt Thrower
- Comecon
- Death by Dawn
- Mortuary I.O.D.
- Asphyx
- Thanatos
- Cremation
- Legion
- Second Hell
- Judgement Day
- Houwitser
- Gorefest
- Demiurg
- Ayreon
- Star One
- Impact
- Aggressor
- Tempter
- Valkyrie
- Elegy
- Orphanage
- Lana Lane
- The 11th Hour (együttes)

## Diszkográfia
- …Of Frost and War (2008)
- Warsaw Rising (EP, 2009)
- On Divine Winds (2010)
- III: The Rommel Chronicles (2013)